# Цинцадзе, Дито
Дито Цинцадзе (груз. დიტო ცინცაძე; 2 марта 1957) — грузинский режиссёр и сценарист. Сделал тринадцать фильмов начиная с 1988 года. Его фильм «Потерянные убийцы» был показан в разделе Особый взгляд на Каннском кинофестивале 2000 года. В 2007 году он был членом жюри на 29-м Московском международном кинофестивале.

## Биография
В 1975-1981 гг. он изучал кинорежиссуру в ТГИТиК (Тбилисский театральный университет имени Шота Руставели) у Эльдара Шенгелая и Отара Иоселиани. До 1989 года он работал ассистентом режиссёра в киностудии Грузия-фильм. В 1990 году он сделал свой первый художественный фильм «Гости», а затем работал в частной кинокомпании Shvidkatsa. В 1993 году за фильм «На море», который пересказывает гражданскую войну в Грузии он получил «Серебряный леопард» на кинофестивале в Локарно  и «Золотого Орла» на Международном фестивале Стран Черного Моря в Тбилиси.
В период с 1993 до 1996 года Цинцадзе работал для итальянской компании производства фильмов. В 1996 году он получил кино стипендию Нипкова в Берлине , а затем жил со своей семьей на уровне бедности в Грузии и Германии. Эти личные переживания повлияли на сюжет фильма «Потерянные убийцы» (2000) о пяти мигрантах, которые проводят свою жизнь в квартале красных фонарей Мангейма. Он получил специальный приз жюри — «Серебряный Александр» на кинофестивале в Салониках , и главный приз на кинофестивале в Котбусе. За фильм «Когда страшно стрелять» о молодом влюбчивом человеке который теряет контроль над реальностью, что ведет к убийству, в 2003 году он был награжден на Международном кинофестивале в Сан-Себастьяне в Испании премией «Золотая Раковина» и на Тбилийском международном кинофестивале «Золотым Прометеем».
С тех пор он живет полностью в Берлине. В 2005 Дито Цинцадзе написал совместно с грузинским писателем и режиссёром Заза Русадзе сценарий для фильма «Человек из Посольства» и срежиссировал его в Грузии. «Человек из Посольства» изображает отношения немецкого чиновника из посольства и местного человека. Ведущий актер Burghart Klaussner был награжден как лучший мужской актер «Золотым Леопардом» на кинофестивале в Локарно. Дито Цинцадзе и Заза Русадзе выиграли на Кинофестивале в Мар-дель-Плата серебряную награду «Астор» за лучший сценарий. Аргентинская Ассоциация Кинокритиков рассмотрела «Человек из Посольства» как лучший фильм фестиваля. В 2007 году он сделал телевизионный фильм «Реверс» в Грузии. В 2008 году его художественный фильм «Посредник» был выбран в качестве официальной грузинской записи для номинации «Лучший Фильм на Иностранном Языке» в 2009 году Оскарах.
В 2011 году Дито Цинцадзе вручил премию «CineMerit» на Кинофестивале в Мюнхене своему бывшему учителю Отару Иоселиани.
Его фильм «Вторжение» был выпущен компанией Neue Visionen Filmverleih в немецких кинотеатрах в 2012 году. В том же году «Вторжение» выиграл специальный Гран При Монреальского Кинофестиваля.
В 2015 году фильм Цинцадзе «Бог счастья» выиграл главный приз Кинофестиваля Биберах — «Золотой Бобер». Он выиграл приз «Лучший Режиссёр» за «Бога счастья» на фестивале независимого кино в Вене (VIFF Vienna Independent Film Festival) и оператор Ральф М. Мендел получил награду «Лучшая Операторская Работа» в 2016 году.
В 2016 году он был членом жюри Международного кинофестиваля в Софии.
Цинцадзе женат на актрисе Марики Гиоргобиани и у них сын Николоз. Он говорит на грузинском, английском, немецком и русском.

## Фильмография
1. 1988 Рисованный круг / Dakhatuli tsre
2. 1990 Гости / Stumrebi
3. 1990 Boзвращение (Телефильм) / Dabruneba
4. 1991 Дом / Sakhli
5. 1993 На море / Zgvarze
6. 2000 Потерянные убийцы / Lost Killers
7. 2000 Эротическая история / Eine erotische Geschichte
8. 2003 Когда страшно стрелять / Schussangst
9. 2006 Человек из посольства / Der Mann von der Botschaft
10. 2006 Реверс (Телефильм) / Reverse
11. 2008 Посредник / Mediator
12. 2012 Вторжение / Invasion
13. 2015 Бог счастья / God of Happiness
14. 2019 Вдох-выдох / Inhale-Exhale (кинопремия «Ника» за 2019 год  —  лучший фильм стран СНГ, Балтии и Грузии)[32]
15. 2019 Шиндиси / შინდისი